# Weobley Castle
Weobley Castle är ett slott i Storbritannien.   Det ligger i kommunen Swansea och riksdelen Wales, i den södra delen av landet, 280 km väster om huvudstaden London. Weobley Castle ligger 51 meter över havet.
Terrängen runt Weobley Castle är huvudsakligen platt, men norrut är den kuperad. Havet är nära Weobley Castle åt nordväst.  Närmaste större samhälle är Swansea, 19,4 km öster om Weobley Castle. Trakten runt Weobley Castle består i huvudsak av gräsmarker.